# Isona i Conca Dellà
Isona i Conca Dellà este o localitate în Spania în comunitatea Catalonia în provincia Lleida. În 2006 avea o populație de 1.139 locuitori.
1. ↑  Nomenclátor Geográfico de Municipios y Entidades de Población (20240402 edition)
2. ↑   https://www.pallarsdigital.cat/noticia/18524/aixi-queden-els-nous-ajuntaments-del-pallars-alcaldes-governs-i-partits Lipsește sau este vid: |title= (ajutor)
3. 1 2   http://www.idescat.cat/pub/?id=aec&n=925&t=2016 Lipsește sau este vid: |title= (ajutor)